# Martin Noël
Martin Noël (* 6. November 1956 in Berlin; † 18. November 2010 in Bonn) war ein deutscher Maler, Zeichner und Grafiker.

## Leben und Werk
Martin Noël besuchte von 1969 bis 1976 das Aloisiuskolleg in Bad Godesberg und studierte von 1980 bis 1987 Malerei und freie Grafik an der Fachhochschule Köln. Über seine Arbeiten schrieb die FAZ in einem Nachruf, dass das Auge des Künstlers stets das Übersehene fand: „Seine Zeichnungen erzählen von einer seltenen Fähigkeit, sich hineinzufühlen in die Wirkung von Linien, Kreisen, Flächen und allen Formen von Sichtbarkeit. Seine Aufmerksamkeit galt den Rissen in den Wänden und dem bizarren Muster einer zerborstenen Fensterscheibe.“ So inspirierten ihn zum Beispiel die Risse in den Bodenplatten, die durch den Bombenanschlag auf das New Yorker World Trade Centers 1993 entstanden waren, zu den feingliedrigen Motiven seiner Serie „New York Lines“.
Ein anderer Schwerpunkt seiner Arbeit war der Linol- und Holzschnitt, den er mit seiner unverwechselbaren Formenstruktur prägte. In seinen Holzschnitten „ist das Verhältnis von Linie und Fläche von zentraler Bedeutung. Es lassen sich verschiedene Spannungs- und Kompositionsverhältnisse aufweisen: Lineare Verzweigungen und Verästelungen stehen im Gegensatz zu Bündelungen und Verdichtungen. Netzwerkartige Ausbreitungen über die ganze Fläche kontrastieren mit partiellen Zentrenbildungen.“
Noël war ein vielseitiger Künstler; seine Tätigkeiten reichten von der Ausschmückung des Innenraums der Bad Godesberger Kirche St. Hildegardis über künstlerisch gestaltete Lesezeichen bis beispielsweise zur Cover-Gestaltung für die CD Tarantella des schwedischen Musikers Lars Danielsson. Er produzierte zahlreiche Künstlerbücher und Mappenwerke, unter anderen die Kassette Zwischen den Ohren mit Holzschnitten zu Gedichten von Zsuzsanna Gahse. Besonders setzte er sich mit dem 1943 im KZ Majdanek gestorbenen Bildhauer und Maler Otto Freundlich auseinander, einem der ersten Vertreter der abstrakten Kunst; das führte 2006 zu seiner Ausstellung „Hommage à Otto Freundlich“ im Berliner Mies van der Rohe Haus.
Er erhielt zahlreiche Preise, unter anderen 1987 das Max-Ernst-Stipendium, 1991 den Kunstpreis junger westen und 1993 den Kunstpreis der Stadt Bonn sowie Stipendien 1990/91 vom Deutschen Studienzentrum in Venedig, 1998 von der Kunststiftung NRW und der Letter Stiftung, Köln und 2003 von der Stiftung Kunstfonds, Bonn. Martin Noël war Mitglied im Deutschen Künstlerbund.
Seine Arbeiten sind in vielen öffentlichen Sammlungen vertreten, so zum Beispiel in der Bundeskunstsammlung, in den Kunstsammlungen Chemnitz, im Museum Morsbroich, Sammlung Erhard Witzel, Quadrart Dornbirn, und im Museum Pfalzgalerie Kaiserslautern.
Martin Noël war verheiratet, hatte vier Kinder und lebte in Bonn-Bad Godesberg. Er starb im Alter von 54 Jahren an einem Hirntumor.

## Zitat
„Charakteristisch für die oft als Serien angelegten Arbeiten Martin Noëls sind ihre einfache Komplexität und ihre urtümlich-eindringliche Formenstruktur. In ihrer Inhaltlichkeit entziehen sie sich intellektuellen Erklärungsversuchen, was durchaus der Absicht des Künstlers entspricht, der möglichst viele Assoziationsmöglichkeiten offenlassen will. In der Mehrzahl sind es ungegenständliche, poetische Bilder, die Assoziationen aufkommen lassen, oft auch noch durch die Titelgebung gelenkt. [… Es geht] dem Künstler nicht darum, Wirklichkeit zu schildern, sondern ein Bewusstsein für den möglichen Umgang mit der Wirklichkeit zu erzeugen. Dieser Haltung entspricht seine Formensprache, die sich zwischen Konkretion und Abstraktion bewegt.“

## Ausstellungen (Auswahl)

### Einzelausstellungen
- 1995: Weserburg Museum für moderne Kunst, Bremen
- 1997: Katharinenhof Kranenburg
- 1999: Goethe-Haus, New York
- 2001: Unterwegs: Holz- und Linolschnitte, Städtisches Museum Spendhaus Reutlingen
- 2003: Martin Noël – Blau und andere Farben, Museum Liner Appenzell
- 2004: Espacio Micus, Ibiza
- 2005: – Otto – Treffen mit Otto Freundlich, Pfalzgalerie Kaiserslautern[8]
- 2005: Martin Noël – bis jetzt. Hölzer und andere Arbeiten, Museum Schloss Moyland
- 2006: Hölzer und Drucke, Rittergallery, Klagenfurt[9]
- 2006: Hommage à Otto Freundlich, Mies van der Rohe Haus, Berlin[10]
- 2008: Artmark Galerie Wien
- 2009: Martin Noël – Malerei, Hölzer, Zeichnungen, Druckgrafik, Haus Beda, Bitburg[11]
- 2011: Martin Noël. Schichtwechsel, Arp Museum, Rolandseck[12]
- 2012: Martin Noël, Schichtwechsel, Städtisches Kunstmuseum Spendhaus Reutlingen
- 2015: Villa Wessel in Iserlohn. Martin Noël – Hölzer / Mischtechniken / Drucke
- 2020: Martin Noël – PAINTPRINTPAINT, Kunstmuseum Bonn[13]
- 2021: Martin Noël. Die Retrospektive, Albertina, Wien[14]

### Ausstellungsbeteiligungen
- 1995: Kunst in Deutschland – Sammlung des Bundes, Bundeskunsthalle, Bonn
- 1998: Heimspiel, Fußball-Kunst und Kult, Schloss Rheydt, Mönchengladbach
- 2000: Fußballkunst & KunstFußball, Deutsches Sport & Olympia Museum, Köln
- 2001: In Holz geschnitten, Museum Bochum
- 2002: unterHolz, Schloss Achberg
- 2005: Kunstverein Region Heinsberg, Jubiläumsausstellung, 20 × 20
- 2007: Provinzial – Engagement im Rheinland für Zeitgenössische Kunst, Europäische Kunstakademie Trier
- 2008: Blattgold – Meisterwerke der Grafischen Sammlung , Schloss Morsbroich; Auswahl 3 – Daylight, Kunstmuseum Bonn
- 2024: Martin Noël – Otto Freundlich. Die Entdeckung der Moderne,[15] Villa Zanders, Bergisch Gladbach, Deutschland

## Buchveröffentlichungen und Kataloge (Auswahl)
- Martin Noël: Halbzeit. Cantz, Ostfildern 1994, ISBN 3-89322-691-5.
- Bernd Finkeldey (Hrsg.): John. Martin Noël. Städtische Galerie Göppingen, 1998, ISBN 3-927791-33-4.
- Bernd Ernsting: Martin Noël – Hölzer. Köln 1999, ISBN 3-930633-09-4.
- Martin Noël – unterwegs. Holz- und Linolschnitte. Weidle, Bonn 2001, ISBN 3-931135-57-8.
- Stephan Geiger: Martin Noël. Otto und andere Bilder. Konstanz 2003, ISBN 3-9804895-8-2.
- Peter Dering: Martin Noël – Blau und andere Farben. Hatje Cantz, Ostfildern-Ruit 2003, ISBN 3-7757-1311-5.
- Bettina Paust: Martin Noël – bis jetzt. Hölzer und andere Arbeiten. Stiftung Museum Schloß Moyland 2004, ISBN 3-935166-25-7.
- Martin Noël. Bilder und Zeichnungen. Weidle, Bonn 2005, ISBN 3-931135-94-2.
- Heinz Höfchen: Martin Noël. Treffen mit Otto Freundlich. Hölzer und Postkarten. Museum Pfalzgalerie, Kaiserslautern 2005, ISBN 3-89422-135-6.
- Martin Noël. Malerei, Hölzer, Zeichnungen, Druckgraphik. Richter, Düsseldorf 2009, ISBN 978-3-941263-09-3.
- Oliver Kornhoff (Hrsg.); Oswald Egger u. a.: Martin Noël. Schichtwechsel. Mit beiliegender Audio-CD (Nils Landgren, Michael Wollny: „Fragile at Schloss Elmau“). Salon Verlag, Köln 2011, ISBN 978-3-89770-389-6.